# Jevsevij (Savvin)
Jevsevij (světským jménem: Nikolaj Afanasjevič Savvin; * 15. května 1939, Stěgalovka) je ruský duchovní Ruské pravoslavné církve a emeritní metropolita pskovský a porchovský.

## Život
Narodil se 15. května 1939 v Stěgalovce.
Roku 1957 nastoupil na Moskevský duchovní seminář a roku 1961 pokračoval ve studiu na Moskevské duchovní akademii.
Roku 1963 vstoupil do Trojicko-sergijevské lávry a 15. října 1964 byl představeným lávry archimandritou Pimenem (Chmelevským) postřižen na monacha se jménem Jevsevij a 22. listopadu jej arcibiskup Donat (Ščjogolev) rukopoložil na hierodiakona.
Dne 14. listopadu 1965 jej metropolita leningradský a ladožský Nikodim (Rotov) rukopoložil na jeromonacha a byl jmenován sekretářem Ruské duchovní misie v Jeruzalémě.
Od roku 1969 byl sekretářem voroněžské eparchiální správy. Roku 1977 se stal blagočinným a roku 1982 představeným Trojicko-sergijevské lávry.
Dne 28. března 1984 jej Svatý synod zvolil biskupem alma-atinským a kazachstánským. Dne 1. dubna proběhla v chrámu Zjevení Páně v Moskvě jeho biskupská chirotonie.
Dne 20. července 1990 se stal biskupem kujbyševským a syzranským a 25. února 1991 byl povýšen na arcibiskupa.
Dne 23. února 1993 byl Svatým synodem ustanoven arcibiskupem pskovským a velikolukským.
Dne 25. února 2008 jej patriarcha Alexij II. povýšil na metropolitu.
Dne 25. prosince 2014 mu byl změněn titul na pskovský a porchovský s jmenováním do čela nově zřízené pskovské metropole.
Dne 14. května 2018 byl Svatým synodem penzionován a jako místo pobytu byl určen Pskovo-pečerský monastýr.